# 湯沢薫
湯沢 薫（ゆざわ かおり、1971年2月13日 - ）は、埼玉県出身の美術家、ファッションモデル。身長172cm、血液型はO型。クレッセンド、ジャングルに所属していた。

## 人物・来歴
10代後半から湯沢京名義で「Olive」などの雑誌でモデルとして活躍する傍ら、アメリカ・ヨーロッパなどを放浪。1997年よりSan Francisco Art Instituteにて写真・装丁・実験映画を学ぶ。帰国後は国内外の展覧会に参加し、ヨーロッパを中心に海外でも高い評価を受けている。2008年には、スウェーデン・ストックホルムの「MIRAI PROJECTS」での展覧会「TOKYO ASSEMBLY LANGUAGE」に出品する5名の日本人美術家の一人に、開発好明・小谷元彦らと共に選ばれた。また、2003年より、Lapin Storm名義で音楽活動も行っている。

## 出演

### CM
- マクドナルド
- 三ツ矢サイダー
- エステー化学
- サントリー ヨーグリーナ
- ソニー ディスクマンD-211
- ヱスビー食品 フォン・ド・ボー・ディナーカレー
- 丸井 赤いカード
- 大成建設

### 広告
- FIG femme
- FRAMeWORK
- FELISSIMO
- INTOCA
- mina perhonen
- 阪急百貨店

## 書籍

### 雑誌
- 大人で可愛いナチュラル服
- ハナカゴ（連載）
- ナチュリラ
- murmur magazine
- shortcoco
- 天然生活
- 和ごころ